# 北海道紋別養護学校
北海道紋別養護学校（ほっかいどう もんべつようごがっこう、英: Hokkaido Monbetsu Special Needs School）は、北海道紋別市に位置する支援学校。

## 概要
- 小学部、中学部、高等部（普通科）が設置されている。
- 寄宿舎が併設されている。

## 通学区域
- 網走市、紋別市、斜里町、清里町、小清水町、佐呂間町、遠軽町、湧別町、滝上町、興部町、西興部村、雄武町
- 北見市、美幌町、津別町、訓子府町、置戸町、大空町の区域のうち、北見支援学校の通学区域を除く地域